# Agustín Antuña Suárez
Agustín Antuña Suárez (Gijón, 5 de junio de 1939-Gijón, 7 de junio de 2024) fue un deportista, gestor deportivo y divulgador del deporte español. Participó en seis Juegos Olímpicos —Múnich 72, Montreal 76, Moscú 80, Seúl 88, Barcelona 92 y Atenas 04—, campeonatos del mundo y de Europa. Fue miembro del Comité Olímpico Español, miembro asesor de Barcelona-92, y de la Academia Olímpica.

## Biografía
Nació en Gijón (1939). Comenzó su carrera deportiva, en los años cincuenta, en el gimnasio que el histórico Club Atlético Gijonés tenía en la calle de la Muralla. Aunque prácticó varios deportes —boxeo, gimnasia y lucha grecorromana—, se decantó finalmente por la halterofilia. Compitió esta disciplina deportiva durante quince años, siendo juez internacional de halterofilia, y presidente del Comité de Jueces de Halterofilia en España. Participó en seis Juegos Olímpicos, campeonatos del mundo y de Europa. Fue miembro del Comité Olímpico Español, miembro asesor de Barcelona-92 y de la Academia Olímpica. Como Delegado General de Deportes desde 1967, potenció el deporte femenino dentro de la entidad deportiva.
Fue vicepresidente de la Familia Olímpica Asturiana, en la que se incluyen todos los asturianos que participaron en unos Juegos Olímpicos. Desde allí, Antuña se implicó en la creación de un Museo Olímpico, que se recogiera toda la historia del deporte asturiano relacionado con los Juegos Olímpicos.  
En Asturias, Agustín Antuña fue nombrado por el Grupo Covadonga Grupista Ejemplar (2018). En las Olimpiadas de Barcelona, fue el encargado de encender la antorcha olímpica a su paso por Gijón.
Escribió varios libros relacionados con el deporte. Entre ellos, destaca Asturias Olímpica. Una historia de los olímpicos asturianos.
Agustín Antuña, que llevaba una temporada con la salud deteriorada, falleció en Gijón en la madrugada del 7 de junio de 2024.